# Leon Draisaitl

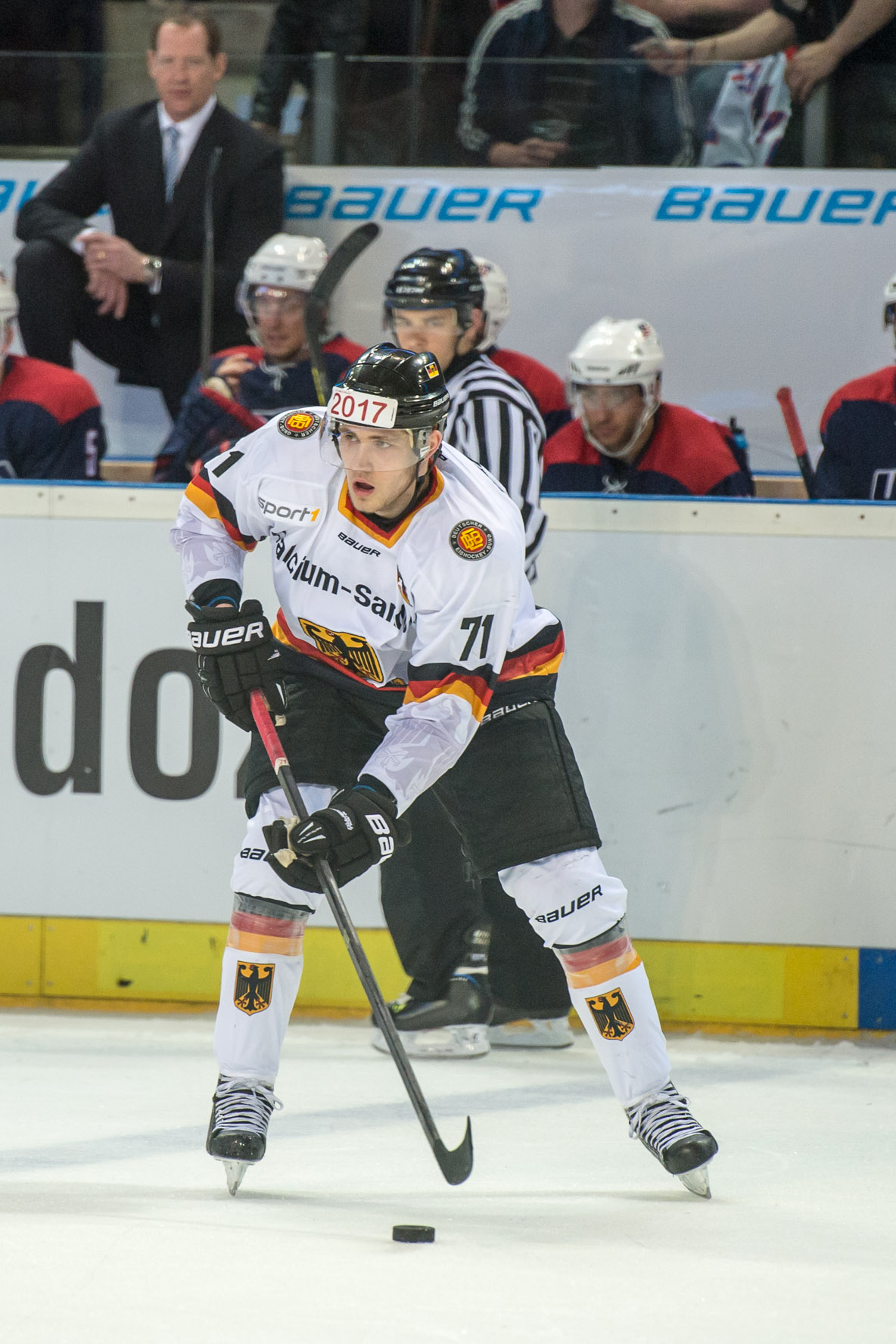
Draisaitl med det tyska landslaget.

Leon Tim Draisaitl, född 27 oktober 1995, är en tysk professionell ishockeyspelare (forward) som spelar för Edmonton Oilers i National Hockey League (NHL). Han har tidigare spelat för Bakersfield Condors i American Hockey League (AHL) och Prince Albert Raiders och Kelowna Rockets i Western Hockey League (WHL).
Han draftades av Edmonton Oilers i första rundan i 2014 års draft som tredje spelare totalt.
Säsongen 2019–20 vann Draisaitl Art Ross Trophy som NHL:s främste poänggörare med 110 poäng, 13 poäng före lagkamraten Connor McDavid. Han tilldelades även Hart Memorial Trophy som ligans mest värdefulle spelare säsongen 2019–20, samt Ted Lindsay Award som ligans bäste spelare framröstad av spelarna (NHLPA) själva.

## Tidigt liv
Draisaitl föddes i Köln, Tyskland, till Peter och Sandra Draisaitl. Fadern var även han ishockeyspelare och representerade både Västtyskland och Tyskland i Olympiska spelen och världsmästerskapen. Draisaitl utövade många sporter som barn, inklusive fotboll , men var mest intresserad av ishockey. Som tonåring spelade Draisaitl med Kölner Haie U-16-lag och Adler Mannheim U-18-lag.

## Spelarkarriär
Draisaitl valdes som årets spelare i den tyska juniorishockeyligan DNL säsongen 2011/2012. Inför säsongen 2012/2013 flyttade han över till den nordamerikanska juniorishockeyligan Western Hockey League (WHL). Han representerade Prince Albert Raiders, för vilka han producerade 105 poäng (varav 38 mål) på 64 spelade matcher säsongen 2013/2014. Han draftades i första rundan som tredje spelare totalt av Edmonton Oilers 2014. Efter NHL-draften, säsongen 2014/2015, spelade han 37 matcher i NHL samt 32 matcher i WHL-laget Kelowna Rockets. 
Säsongen 2015/2016 fick han mer speltid i NHL och noterades för 51 poäng på 71 spelade matcher. Säsongen 2018/2019 lyckade han för första gången i NHL-karriären att uppnå fler än 100 poäng (105) under samma säsong. Säsongen därefter, 2019/2020, lyckades han med samma bedrift och svarade för 110 poäng på 71 spelade matcher, vilket var flest poäng av alla spelare i ligan och tilldelades utmärkelserna Art Ross Trophy och Ted Lindsay Award. 
Säsongen 2022/2023 producerade han 128 poäng (varav 52 mål) på 80 spelade matcher, vilket gav honom en andra plats i NHL:s totala poängliga, efter lagkamraten Connor McDavid på 153 poäng.  

## Statistik

### Klubbkarriär
| 2012–2013  | Prince Albert Raiders | WHL        | 64  | 21  | 37  | 58  | 22  | 4  | 0  | 4  | 4  | 0  |
| 2013–2014  | Prince Albert Raiders | WHL        | 64  | 38  | 67  | 105 | 24  | 5  | 1  | 4  | 5  | 4  |
| 2014–2015  | Edmonton Oilers       | NHL        | 37  | 2   | 7   | 9   | 4   | —  | —  | —  | —  | —  |
|            | Kelowna Rockets       | WHL        | 32  | 19  | 34  | 53  | 25  | 19 | 10 | 18 | 28 | 12 |
| 2015–2016  | Edmonton Oilers       | NHL        | 72  | 19  | 32  | 51  | 20  | —  | —  | —  | —  | —  |
|            | Bakersfield Condors   | AHL        | 6   | 1   | 1   | 2   | 4   | —  | —  | —  | —  | —  |
| 2016–2017  | Edmonton Oilers       | NHL        | 82  | 29  | 48  | 77  | 20  | 13 | 6  | 10 | 16 | 19 |
| 2017–2018  | Edmonton Oilers       | NHL        | 78  | 25  | 45  | 70  | 30  | —  | —  | —  | —  | —  |
| 2018–2019  | Edmonton Oilers       | NHL        | 82  | 50  | 55  | 105 | 52  | —  | —  | —  | —  | —  |
| 2019–2020  | Edmonton Oilers       | NHL        | 71  | 43  | 67  | 110 | 18  | 4  | 3  | 3  | 6  | 0  |
| 2020–2021  | Edmonton Oilers       | NHL        | 56  | 31  | 53  | 84  | 22  | 4  | 2  | 3  | 5  | 2  |
| 2021–2022  | Edmonton Oilers       | NHL        | 80  | 55  | 55  | 110 | 40  | 16 | 7  | 25 | 32 | 6  |
| 2022–2023  | Edmonton Oilers       | NHL        | 80  | 52  | 76  | 128 | 24  | 12 | 13 | 5  | 18 | 10 |
| NHL totalt | NHL totalt            | NHL totalt | 638 | 306 | 438 | 744 | 230 | 49 | 31 | 46 | 77 | 37 |
| WHL totalt | WHL totalt            | WHL totalt | 160 | 78  | 138 | 216 | 71  | 28 | 11 | 26 | 37 | 16 |

### Internationellt
| År            | Lag           | Turnering     | Resultat      |    | Matcher | Mål | Assists | Poäng | Utv. |
| ------------- | ------------- | ------------- | ------------- | -- | ------- | --- | ------- | ----- | ---- |
| 2012          | Tyskland      | U17-VM        | 9             | 5  | 1       | 4   | 5       | 10    |      |
| 2012          | Tyskland      | U18-JVM       | 6             | 6  | 2       | 5   | 7       | 2     |      |
| 2013          | Tyskland      | U18-JVM       | 8             | 5  | 1       | 6   | 7       | 4     |      |
| 2013          | Tyskland      | JVM           | 9             | 6  | 2       | 4   | 6       | 2     |      |
| 2014          | Tyskland      | JVM           | 9             | 6  | 2       | 4   | 6       | 52    |      |
| 2014          | Tyskland      | VM            | 14            | 7  | 1       | 3   | 4       | 0     |      |
| 2016          | Tyskland      | VM            | 7             | 8  | 1       | 3   | 4       | 4     |      |
| 2016          | Tyskland      | OS-kval       | Kval.         | 3  | 2       | 3   | 5       | 0     |      |
| 2016          | Europa        | World Cup     | Silver        | 6  | 2       | 0   | 2       | 0     |      |
| 2017          | Tyskland      | VM            | 8             | 3  | 0       | 2   | 2       | 2     |      |
| 2018          | Tyskland      | VM            | 11            | 7  | 2       | 7   | 9       | 16    |      |
| 2019          | Tyskland      | VM            | 6             | 8  | 5       | 3   | 8       | 0     |      |
| Junior totalt | Junior totalt | Junior totalt | Junior totalt | 28 | 8       | 23  | 31      | 60    |      |
| Senior totalt | Senior totalt | Senior totalt | Senior totalt | 42 | 13      | 21  | 34      | 22    |      |

## Meriter
- Art Ross Trophy – 2019–20
- Hart Memorial Trophy – 2019–20
- Ted Lindsay Award – 2019–20